# نابروس للصناعات
نابورز إندستريز هي مقاول أمريكي عالمي للتنقيب عن النفط والغاز ومقرها هيوستن ، تكساس. تمتلك نابورز أكبر أسطول حفر أرضي في العالم بحوالي 400 منصة حفر في أكثر من 20 دولة. تتكون الشركة من قطاعات الأعمال التالية: الحفر بالولايات المتحدة ، والحفر الكندي ، والحفر الدولي ، وحلول الحفر ، وتقنيات الحفارات.

## وصلات خارجية
- موقع الشركة